# Solenostoma cordifolium
Solenostoma cordifolium là một loài rêu tản trong họ Jungermanniaceae. Loài này được (Dumort.) Stephani miêu tả khoa học lần đầu tiên năm 1901.